# Pontenx-les-Forges
Ne doit pas être confondu avec Pontonx-sur-l'Adour.
Pontenx-les-Forges (prononcé [pɔ̃tɛ̃ks le fɔʁʒ]) est une commune française, située dans le département des Landes (région Nouvelle-Aquitaine).
Elle est distante de 11 kilomètres de Mimizan, et est surnommée « Le carrefour du Born[réf. nécessaire] ».

## Géographie

### Localisation
| - OpenStreetMap Limite communale. |

Commune située dans la forêt des Landes en pays de Born sur la route nationale 626 entre Mimizan et Sabres.
Pontenx-les-forges est étroitement situé entre l'océan (Mimizan-Plage), la forêt des Landes et l'autoroute A63 reliant Bordeaux à la côte basque. Le Canteloup traverse la commune.

### Communes limitrophes
Les communes limitrophes sont  Escource, Gastes, Lüe, Parentis-en-Born, Saint-Paul-en-Born et Sainte-Eulalie-en-Born.
| Gastes, Sainte-Eulalie-en-Born, (par un quinquepoint) | Parentis-en-Born   |     |
| Saint-Paul-en-Born                                    | Pontenx-les-Forges | Luë |
|                                                       | Escource           |     |

### Hydrographie
Le ruisseau d'Escource, alimentant l'étang d'Aureilhan, marque une limite naturelle avec les communes limitrophes d'Escource et de Saint-Paul-en-Born.
Le ruisseau de Canteloup passe par la commune. Il alimente l'étang des Forges, dont il est aussi l'exutoire.

### Climat
Pour des articles plus généraux, voir Climat de la Nouvelle-Aquitaine et Climat des Landes.
Historiquement, la commune est exposée à un climat océanique aquitain.  
En 2020, Météo-France publie une typologie des climats de la France métropolitaine dans laquelle la commune est exposée à un climat océanique et est dans la région climatique Littoral charentais et aquitain, caractérisée par une pluviométrie élevée en automne et en hiver, un bon ensoleillement, des hiver doux (6,5 °C), soumis à la brise de mer.
Pour la période 1971-2000, la température annuelle moyenne est de 13,1 °C, avec une amplitude thermique annuelle de 13,8 °C. Le cumul annuel moyen de précipitations est de 1 084 mm, avec 12,8 jours de précipitations en janvier et 7,2 jours en juillet. Pour la période 1991-2020, la température moyenne annuelle observée sur la station météorologique la plus proche, située sur la commune de Biscarrosse à 17 km à vol d'oiseau, est de 14,6 °C et le cumul annuel moyen de précipitations est de 851,5 mm,. Pour l'avenir, les paramètres climatiques de la commune estimés pour 2050 selon différents scénarios d’émission de gaz à effet de serre sont consultables sur un site dédié publié par Météo-France en novembre 2022.

## Urbanisme

### Typologie
Au 1er janvier 2024, Pontenx-les-Forges est catégorisée commune rurale à habitat dispersé, selon la nouvelle grille communale de densité à sept niveaux définie par l'Insee en 2022.
Elle est située hors unité urbaine. Par ailleurs la commune fait partie de l'aire d'attraction de Biscarrosse, dont elle est une commune de la couronne,. Cette aire, qui regroupe 7 communes, est catégorisée dans les aires de moins de 50 000 habitants,.

### Occupation des sols

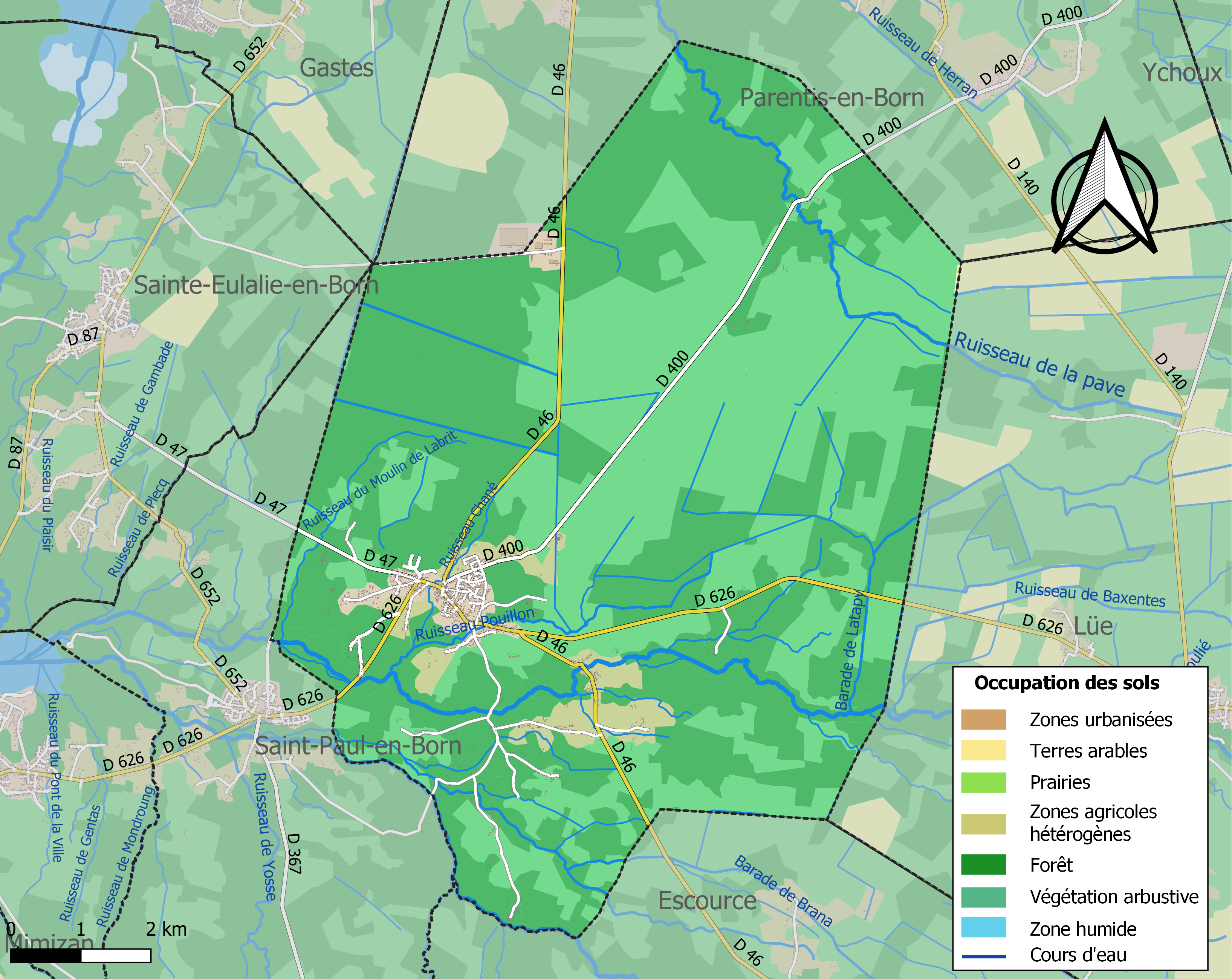
Carte des infrastructures et de l'occupation des sols de la commune en 2018 (CLC).

L'occupation des sols de la commune, telle qu'elle ressort de la base de données européenne d’occupation biophysique des sols Corine Land Cover (CLC), est marquée par l'importance des forêts et milieux semi-naturels (94,9 % en 2018), une proportion sensiblement équivalente à celle de 1990 (95,7 %). La répartition détaillée en 2018 est la suivante : forêts (52,6 %), milieux à végétation arbustive et/ou herbacée (42,3 %), zones agricoles hétérogènes (3,2 %), zones urbanisées (1,6 %), zones industrielles ou commerciales et réseaux de communication (0,3 %). L'évolution de l’occupation des sols de la commune et de ses infrastructures peut être observée sur les différentes représentations cartographiques du territoire : la carte de Cassini (XVIIIe siècle), la carte d'état-major (1820-1866) et les cartes ou photos aériennes de l'IGN pour la période actuelle (1950 à aujourd'hui).

### Morphologie urbaine
Le village s'organise principalement le long de la route principale, l'avenue Gustave-Caliot, mais des quartiers et des bâtiments en construction changent sa physionomie.

### Lieux-dits, hameaux et écarts
Ses hameaux sont :
- Saint-Trosse,
- Jean-de-Crabe,
- la Barde,
- Larrousseau,
- la Capère,
- Bouricos

### Habitat et logement
En 2018, le nombre total de logements dans la commune était de 946, alors qu'il était de 843 en 2013 et de 716 en 2008.
Parmi ces logements, 77,3 % étaient des résidences principales, 14,2 % des résidences secondaires et 8,6 % des logements vacants. Ces logements étaient pour 90,6 % d'entre eux des maisons individuelles et pour 8,7 % des appartements.
Le tableau ci-dessous présente la typologie des logements à Pontenx-les-Forges en 2018 en comparaison avec celle des Landes et de la France entière. Une caractéristique marquante du parc de logements est ainsi une proportion de résidences secondaires et logements occasionnels (14,2 %) inférieure à celle du département (20,6 %) mais supérieure à celle de la France entière (9,7 %). Concernant le statut d'occupation de ces logements, 70,5 % des habitants de la commune sont propriétaires de leur logement (64,1 % en 2013), contre 65,9 % pour les Landes et 57,5 % pour la France entière.
| Typologie                                               | Pontenx-les-Forges | Landes | France entière |
| ------------------------------------------------------- | ------------------ | ------ | -------------- |
| Résidences principales (en %)                           | 77,3               | 72,7   | 82,1           |
| Résidences secondaires et logements occasionnels (en %) | 14,2               | 20,6   | 9,7            |
| Logements vacants (en %)                                | 8,6                | 6,6    | 8,2            |

### Risques naturels et technologiques
Le territoire de la commune de Pontenx-les-Forges est vulnérable à différents aléas naturels : météorologiques (tempête, orage, neige, grand froid, canicule ou sécheresse), feux de forêts, mouvements de terrains et séisme (sismicité très faible). Un site publié par le BRGM permet d'évaluer simplement et rapidement les risques d'un bien localisé soit par son adresse soit par le numéro de sa parcelle.
Pontenx-les-Forges est exposée au risque de feu de forêt. Depuis le 20 avril 2016, les départements de la Gironde, des Landes et de Lot-et-Garonne disposent d’un règlement interdépartemental de protection de la forêt contre les incendies. Ce règlement vise à mieux prévenir les incendies de forêt, à faciliter les interventions des services et à limiter les conséquences, que ce soit par le débroussaillement, la limitation de l’apport du feu ou la réglementation des activités en forêt. Il définit en particulier cinq niveaux de vigilance croissants auxquels sont associés différentes mesures,.
Les mouvements de terrains susceptibles de se produire sur la commune sont des tassements différentiels.

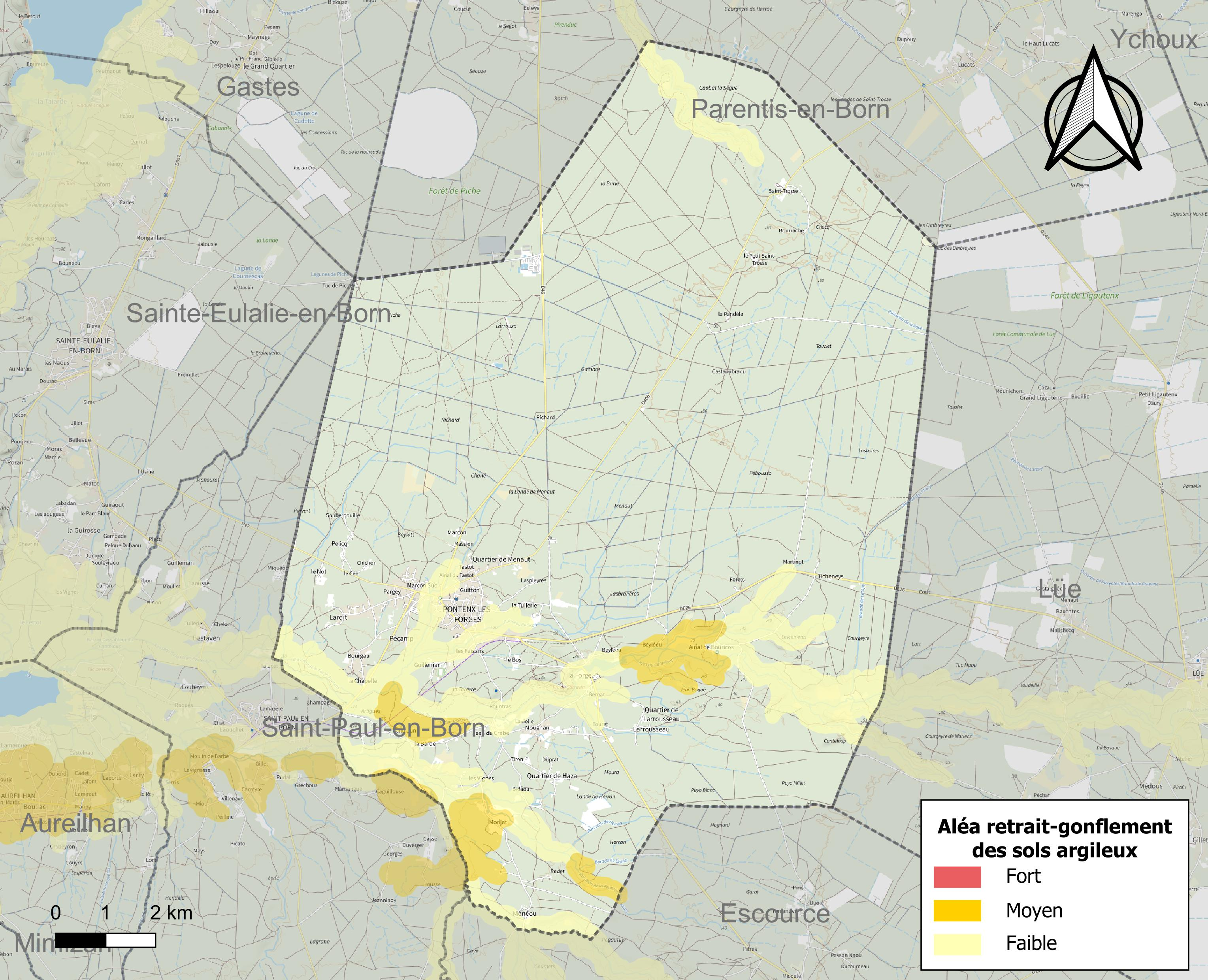
Carte des zones d'aléa retrait-gonflement des sols argileux de Pontenx-les-Forges.

Le retrait-gonflement des sols argileux est susceptible d'engendrer des dommages importants aux bâtiments en cas d’alternance de périodes de sécheresse et de pluie. 3,4 % de la superficie communale est en aléa moyen ou fort (19,2 % au niveau départemental et 48,5 % au niveau national). Sur les 875 bâtiments dénombrés sur la commune en 2019,  15 sont en aléa moyen ou fort, soit 2 %, à comparer aux 17 % au niveau départemental et 54 % au niveau national. Une cartographie de l'exposition du territoire national au retrait gonflement des sols argileux est disponible sur le site du BRGM,.
La commune a été reconnue en état de catastrophe naturelle au titre des dommages causés par les inondations et coulées de boue survenues en 1999, 2006 et 2009 et par des mouvements de terrain en 1999

## Toponymie
La commune est instituée par la Révolution française sous le nom de Ponteux en 1793 et de Pontens. Elle prend ultérieurement sa dénomination actuelle de Pontenx-les-Forges.
La localité est dénommée Pontens en occitan.

## Histoire

### Temps modernes
L'histoire de la commune est liée à celle de la forge de Pontenx, en activité de 1765 à 1921, et dans une moindre mesure, à celle de la porcelaine de Pontenx, produite de 1773 à 1790.

### Époque contemporaine
La commune, instituée par la Révolution française, absorbe entre 1790 et 1794 celle de Bouricos.
Première Guerre mondiale

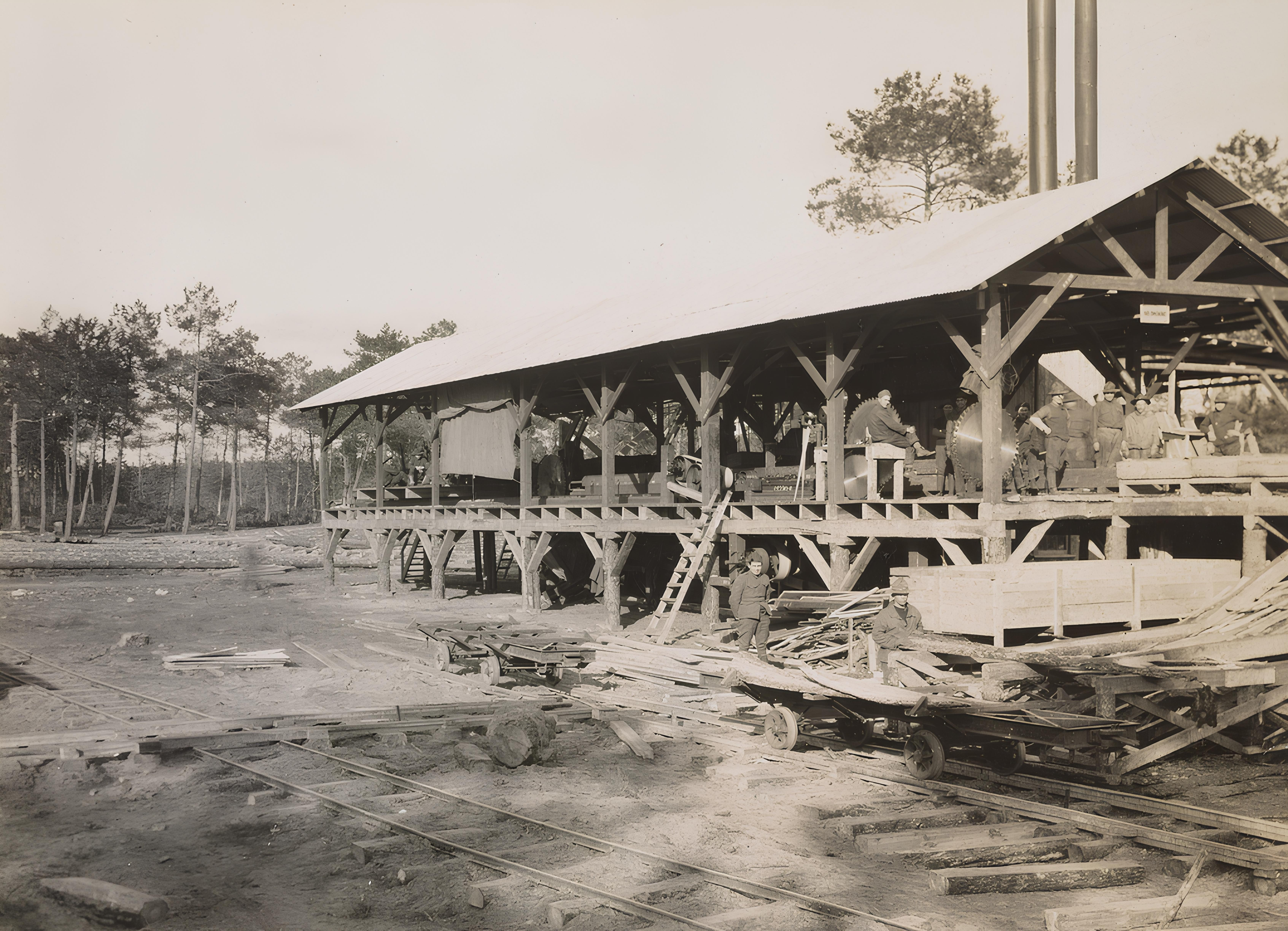
Scierie américaine à Pontenx en avril 1918.

L'entrée des États-Unis dans la Première Guerre mondiale a lieu le 6 avril 1917. Cet allié de la France mobilise dans l'Hexagone des unités de génie militaire spécialisées dans l'exploitation forestière, afin de répondre aux besoins en bois qu'entraîne le conflit et de pallier le manque de main-d'œuvre locale, les hommes en âge de travailler ayant été mobilisés. Embarqués à bord du RMS Carpathia le 10 septembre 1917, les premières troupes du dixième corps du génie de l'armée des États-Unis (10th Engineers, ultérieurement englobé dans le 20th Engineers) font route vers la France. Une grande partie de ces hommes est ensuite déployée dans le massif forestier des Landes de Gascogne.
Le premier bataillon du 10th Engineers arrive à Pontenx-les-Forges le 1er novembre 1917. Il installe son quartier général dans un premier temps dans la mairie, puis dans un baraquement dédié. L'état-major du district de Pontenx est responsable des sites d'exploitation de Bouricos (Pontenx-les-Forges), Aureilhan, Labrouquette et Bellevue (Sainte-Eulalie-en-Born), Sabres et Sore.
Trois grosses scieries et une plus petite sont installées en périphérie de Pontenx et dans le quartier de Bouricos. De même sont créées deux voies ferrées, un dépôt de bois, un garage pour les véhicules, un atelier de mécanique et un magasin pour la distribution des vivres. Un détachement de la 32e compagnie du 11e bataillon occupe le site de Bouricos dès janvier 1918. Cet effectif est complété par des hommes des 34e et 41e Cie et 13e Bat.
En septembre 1918, un gigantesque incendie de forêt se déclare dans les localités de Lüe et de Pontenx. L'ensemble des troupes américaines basées dans le département des Landes se relaient jusqu'en mars 1919 pour nettoyer ce vaste brûlis surnommé « the burnt area ».
Au moment de l'armistice, ce sont environ un millier d'hommes qui sont présents à Pontenx. Les réjouissances de cette journée sont largement fêtées, on brûle dans la commune une effigie du Kaiser Guillaume II. Les opérations de coupe se poursuivent néanmoins jusqu'au 30 décembre 1918. C'est à cette date que les unités américaines quittent le village pour le port de Brest, d'où elles embarquent le 15 janvier 1919 sur le New Jersey qui les ramène aux Etats-Unis. Durant leur mission dans les Landes, plusieurs soldats américains perdent la vie, deux par accident (l'un chute de moto, l'autre est percuté par un train), sept autres par la grippe espagnole entre août et décembre 1918,.

## Politique et administration

### Rattachements administratifs et électoraux

#### Rattachements administratifs
La commune se trouve  dans l'arrondissement de Mont-de-Marsan du département des Landes.
Elle faisait partie depuis 1801 du canton de Mimizan. Dans le cadre du redécoupage cantonal de 2014 en France, cette circonscription administrative territoriale a disparu, et le canton n'est plus qu'une circonscription électorale.

#### Rattachements électoraux
Pour les élections départementales, la commune fait partie depuis 2014 du canton de Côte d'Argent
Pour l'élection des députés, elle fait partie de la première circonscription des Landes.

### Intercommunalité
Pontenx-les-Forges est membre de la communauté de communes de Mimizan, un établissement public de coopération intercommunale (EPCI) à fiscalité propre créé fin 1999 et auquel la commune a transféré un certain nombre de ses compétences, dans les conditions déterminées par le code général des collectivités territoriales.

### Liste des maires
| Période                                  | Période                       | Identité               | Étiquette    | Qualité                                                                    |
| ---------------------------------------- | ----------------------------- | ---------------------- | ------------ | -------------------------------------------------------------------------- |
| Les données manquantes sont à compléter. |                               |                        |              |                                                                            |
| 1810                                     | 1821                          | Antoine Naba           |              |                                                                            |
| 1821                                     | 1824                          | Ulyse Vieille          |              |                                                                            |
| 1824                                     | 1832                          | Antoine Doquebert      |              |                                                                            |
| 1832                                     | 1843                          | Jean Baptiste Delest   |              |                                                                            |
| 1843                                     | 1848                          | Jean Baptiste Bergeron |              |                                                                            |
| 1848                                     | 1865                          | Xavier Péan            |              |                                                                            |
| 1865                                     | 1870                          | Jean Gaston            |              | Notaire Conseiller général de Mimizan (1858 → 1879)                        |
| 1870                                     | 1871                          | André Delest           |              |                                                                            |
| 1870                                     | 1873                          | Jean Gaston            |              | Notaire Conseiller général de Mimizan (1858 → 1879)                        |
| 1873                                     | 1878                          | André Delest           |              |                                                                            |
| 1916                                     |                               | Gustave Caliot         | RGR          | Agent d'assurance                                                          |
|                                          |                               |                        |              |                                                                            |
| août 1942                                |                               | Roger Delest           |              | Président de la délégation spéciale instituée par le Gouvernement de Vichy |
|                                          |                               |                        |              |                                                                            |
|                                          | 1965                          | Gustave Caliot         | RGR puis RPF | Agent d'assurance Conseiller général de Mimizan (1922 → 1941)              |
| 1965                                     | 1977                          | Georges Carrère        |              |                                                                            |
| 1977                                     | 1989                          | Étienne Perez          |              |                                                                            |
| 1989                                     | 1997                          | Dominique Dubroca      |              | Notaire démissionnaire                                                     |
| septembre 1997                           | 2008                          | Roger Bouchot          |              |                                                                            |
| 2008                                     | mai 2020                      | Jean-Marc Billac       | DVG          | Conseiller forestier                                                       |
| mai 2020                                 | En cours (au 12 juillet 2023) | Henri-Jean Thébault    |              |                                                                            |

## Population et société

### Démographie
L'évolution du nombre d'habitants est connue à travers les recensements de la population effectués dans la commune depuis 1793. Pour les communes de moins de 10 000 habitants, une enquête de recensement portant sur toute la population est réalisée tous les cinq ans, les populations de référence des années intermédiaires étant quant à elles estimées par interpolation ou extrapolation. Pour la commune, le premier recensement exhaustif entrant dans le cadre du nouveau dispositif a été réalisé en 2008.

En 2022, la commune comptait 1 737 habitants, en évolution de +11,42 % par rapport à 2016 (Landes : +5,78 %, France hors Mayotte : +2,11 %).
| 1793 | 1800 | 1806 | 1821  | 1831  | 1836  | 1841  | 1846  | 1851  |
| ---- | ---- | ---- | ----- | ----- | ----- | ----- | ----- | ----- |
| 840  | 921  | 740  | 1 052 | 1 406 | 1 625 | 1 486 | 1 647 | 1 712 |

| 1856  | 1861  | 1866  | 1872  | 1876  | 1881  | 1886  | 1891  | 1896  |
| ----- | ----- | ----- | ----- | ----- | ----- | ----- | ----- | ----- |
| 1 761 | 1 895 | 2 037 | 1 985 | 1 932 | 1 849 | 1 989 | 1 905 | 1 981 |

| 1901  | 1906  | 1911  | 1921  | 1926  | 1931  | 1936  | 1946  | 1954  |
| ----- | ----- | ----- | ----- | ----- | ----- | ----- | ----- | ----- |
| 1 973 | 1 989 | 1 957 | 1 730 | 1 571 | 1 454 | 1 333 | 1 204 | 1 246 |

| 1962  | 1968  | 1975  | 1982  | 1990  | 1999  | 2006  | 2008  | 2013  |
| ----- | ----- | ----- | ----- | ----- | ----- | ----- | ----- | ----- |
| 1 273 | 1 218 | 1 223 | 1 192 | 1 138 | 1 086 | 1 326 | 1 387 | 1 518 |

| 2018  | 2022  | - | - | - | - | - | - | - |
| ----- | ----- | - | - | - | - | - | - | - |
| 1 633 | 1 737 | - | - | - | - | - | - | - |

### Sports et loisirs
Parmi les activités sportives : centre équestre, pétanque, terrain de tennis, tir à l'arc, course, basket-ball et randonnées (à vélo, la piste cyclable reliant Mimizan-Plage à Pontenx-les-Forges en 18,4 km).

## Économie
- Groupement Forestier de la Compagnie des Landes

## Culture locale et patrimoine

### Lieux et monuments
On peut signaler : 
- Église Saint-Martin de Pontenx-les-Forges
- Sur la commune de Pontenx se dresse l'église Saint-Jean-Baptiste de Bouricos, étape de la voie de Soulac du pèlerinage de Saint-Jacques-de-Compostelle
- Pontenx offre de larges possibilités de loisirs, de promenades et d'activités : site de l'étang des Forges, ruisseaux traversant la forêt des Landes
- Maison du Pin (lieu de visite sur les différents produits issus du pin maritime)
- Tuc de Sarrazin
- Airial du Tastot

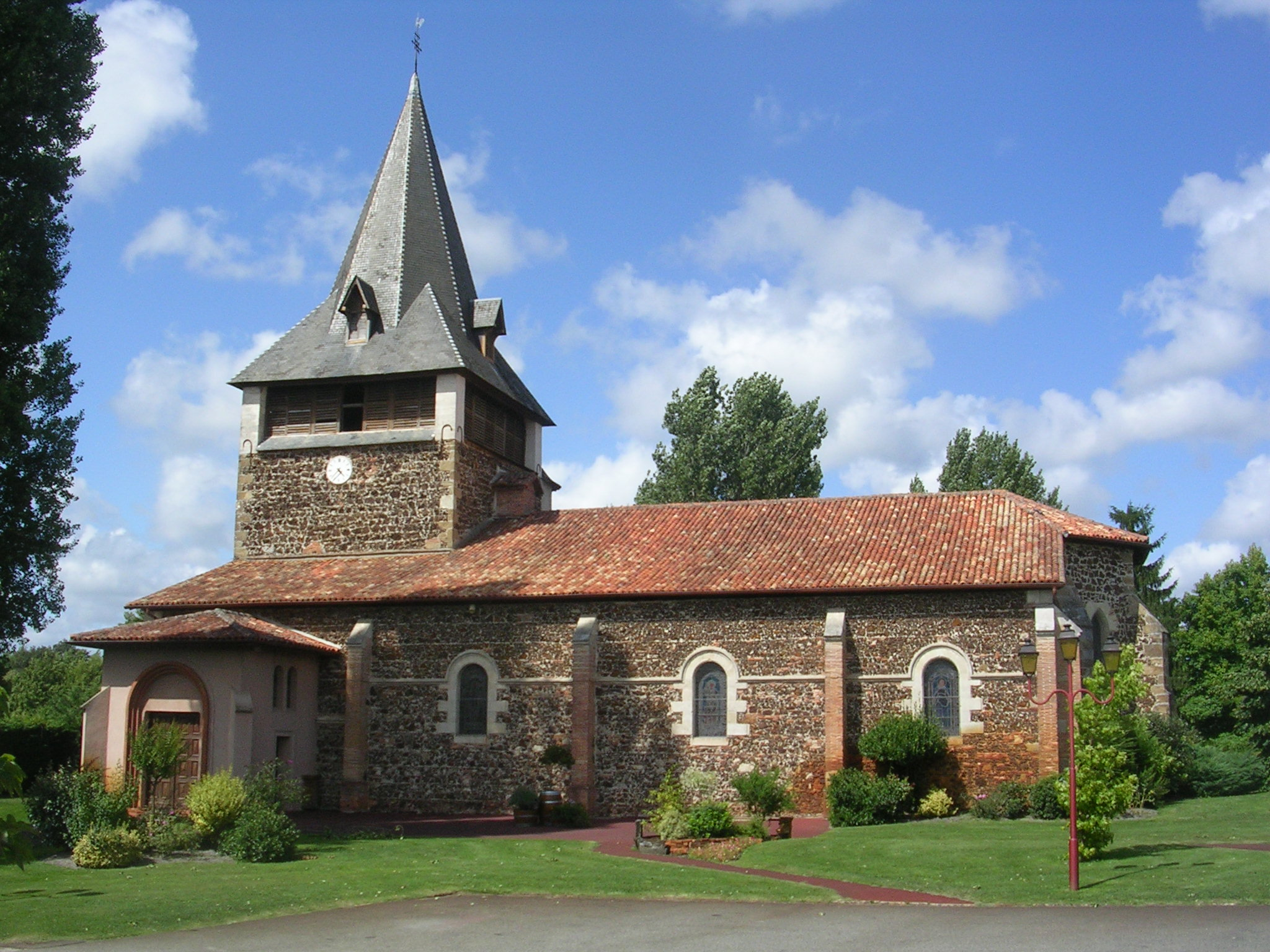
Église Saint-Martin de Pontenx-les-Forges.
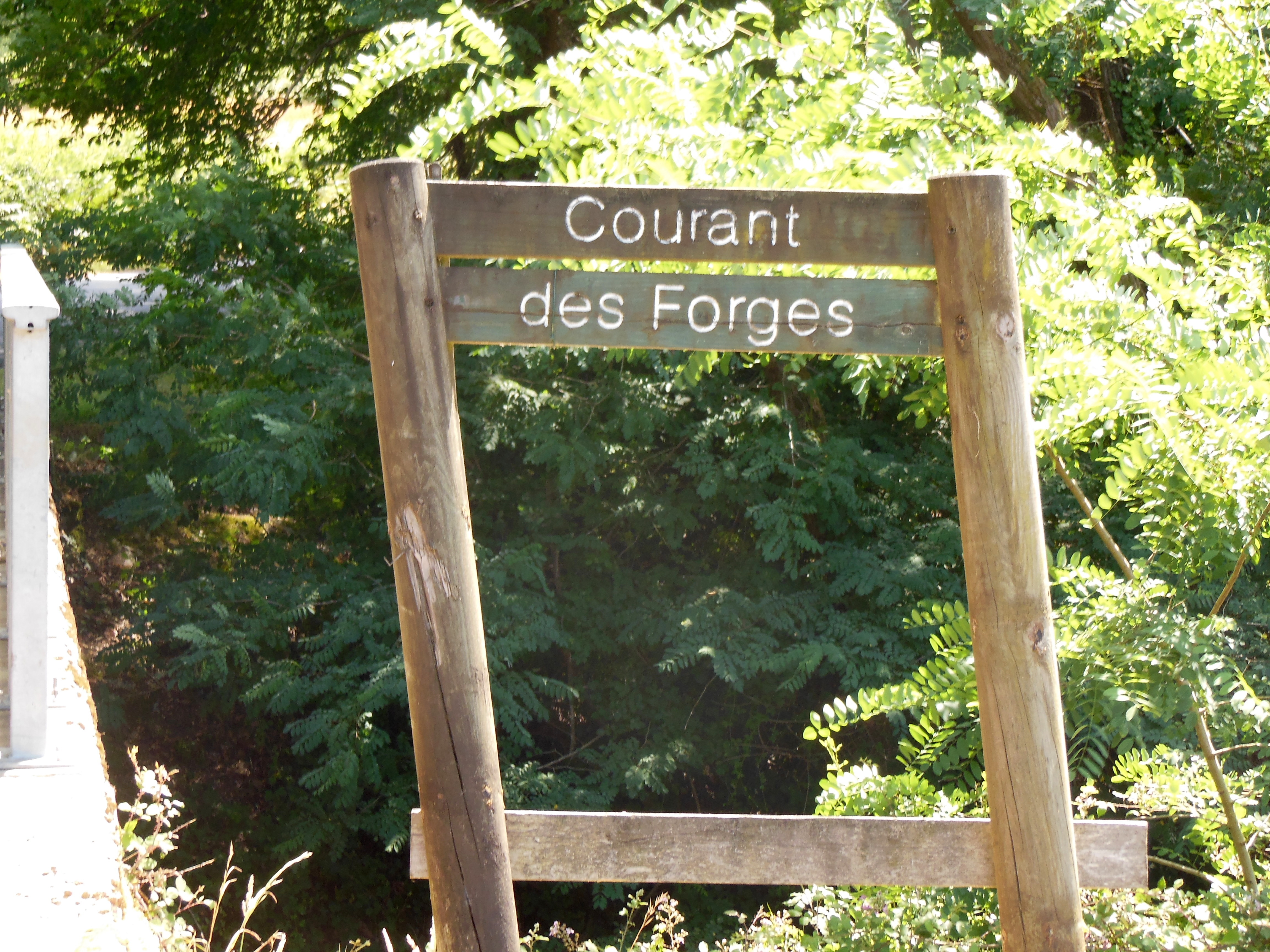
Courant des Forges.
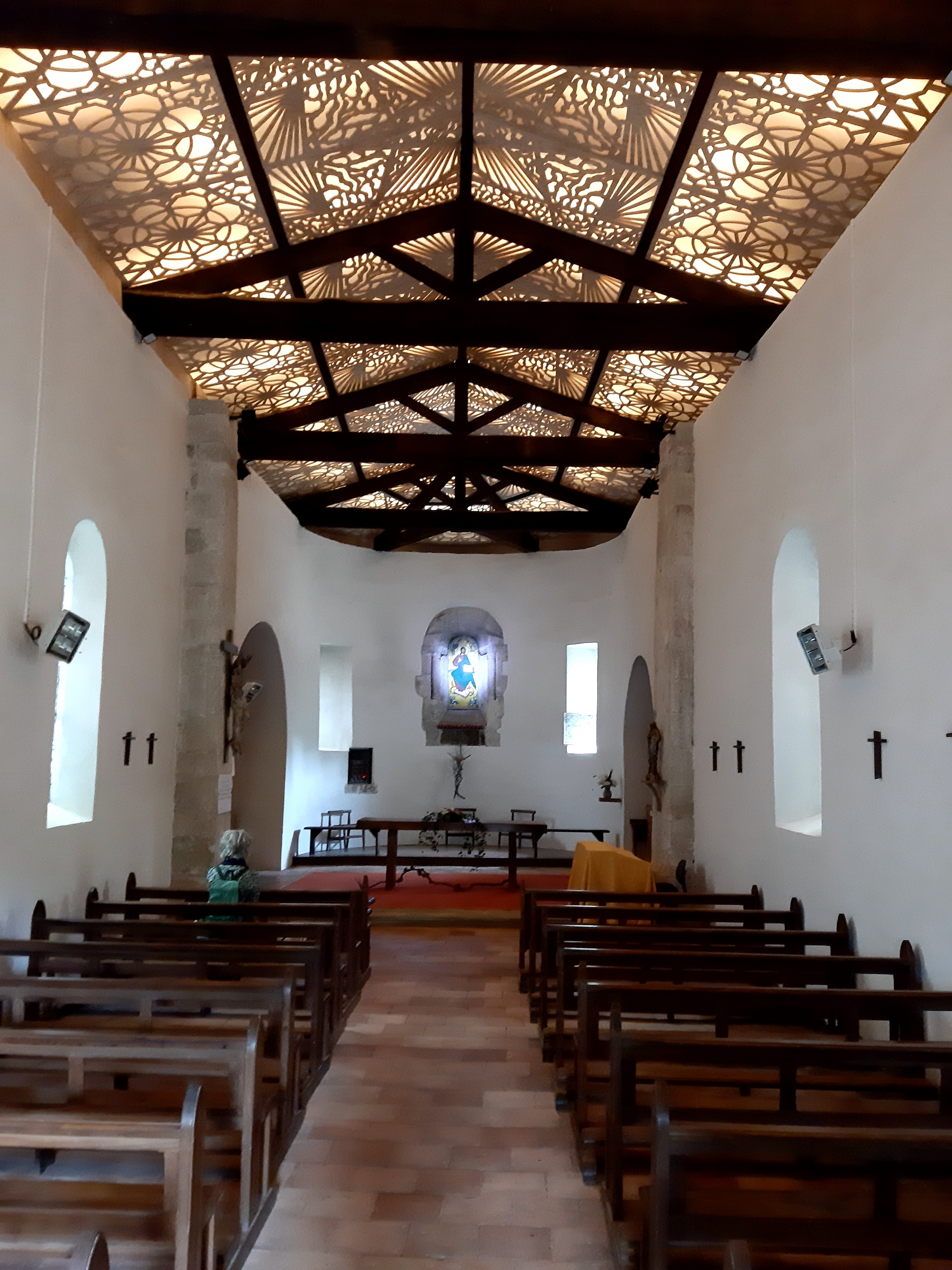
La nef restaurée de l'église Saint-Jean-Baptiste de Bouricos.
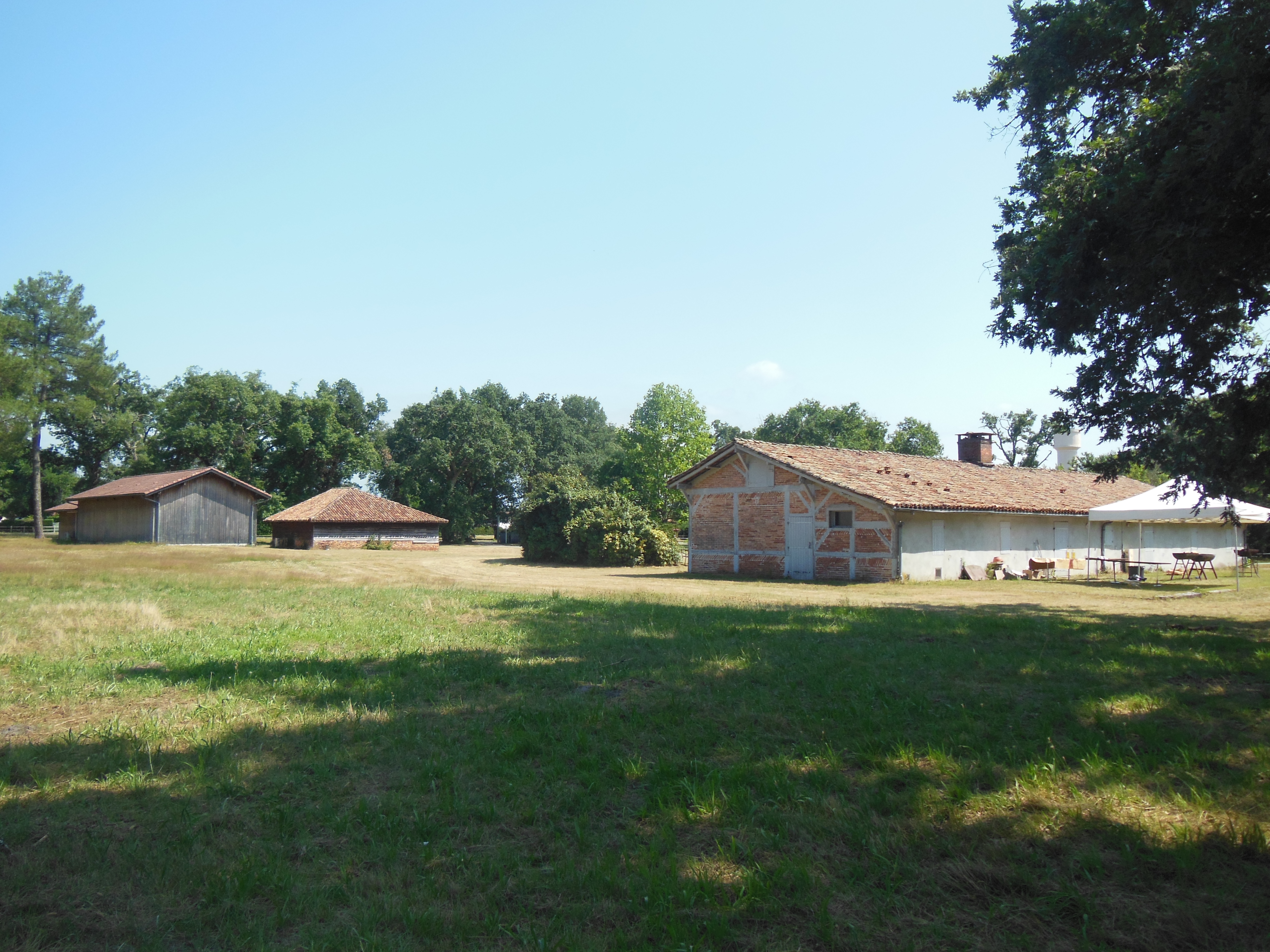
Airial du Tastot.

### Personnalités liées à la commune
- Victor Pidoux (1807-1879), administrateur de la forge, inhumé dans le cimetière de la commune ;
- Joseph Beaurredon (1844-1929), religieux catholique, enseignant et écrivain né dans la commune ;
- Simon Dumartin (1865-1931), industriel, né dans la commune.

### Héraldique
| Blason de Pontenx-les-Forges | Blason  | De pourpre à l'enclume d'azur ; au chef de gueules semé de fleurs de lys d'or |
| Blason de Pontenx-les-Forges | Détails | Le statut officiel du blason reste à déterminer.                              |

## Pour approfondir